# Athens 2004
Athens 2004 là trò chơi điện tử chính thức của Thế vận hội Mùa hè 2004 với sự xuất hiện của các môn thi đấu điền kinh tổng hợp khác nhau cũng như một số môn khác.

## Các môn thi đấu
Sau đây là một danh sách các môn thi đấu trong game. Theo mặc định, tất cả các môn thi đấu có sẵn cho cả hai giới trừ khi có ghi chú khác:
- Điền kinh
  - Chạy nước rút: 100 mét, 200 mét và 400 mét
  - Chạy cự ly: 800 mét và 1500 mét
  - Chạy vượt rào: 100 mét vượt rào cho nữ và 110 mét vượt rào cho nam
  - Nhảy: Nhảy xa, nhảy ba lần, nhảy cao và nhảy sào
  - Ném: Ném dĩa, ném lao và ném tạ
- Bơi lội
  - 100 mét bơi ếch, bơi tự do, bơi ngửa và bơi bướm
- Thể dục dụng cụ
  - Nghệ thuật: Nhào lộn (lối chơi riêng biệt cho nam và nữ), Vòng treo (cho nam) và nhảy vòm (cho nữ)
- Cưỡi ngựa
  - Cưỡi ngựa vượt rào (sự kiện giới tính hỗn hợp))
- Cử tạ
  - +105 kg. giật và đẩy (dành cho nam)
- Bắn cung
  - 70 m cá nhân (dành cho nữ)
- Bắn súng
  - Bắn đĩa bay (dành cho nam)

## Quốc gia tham dự
Số lượng kỷ lục 64 quốc gia chơi được trong game gồm:
| - Algérie - Argentina - Úc - Áo - Bahamas - Bỉ - Brasil - Bulgaria - Cameroon - Canada - Chile - Trung Quốc - Colombia - Croatia - Cuba - Cộng hòa Czech | - Đan Mạch - Ai Cập - Ethiopia - Fiji - Phần Lan - Pháp - Gambia - Đức - Anh - Hy Lạp - Hồng Kông - Hungary - Ấn Độ - Iran - Ireland - Israel | - Ý - Jamaica - Nhật Bản - Kenya - CHDCND Triều Tiên - Hàn Quốc - Malaysia - México - Maroc - Hà Lan - New Zealand - Nigeria - Na Uy - Pakistan - Philippines - Ba Lan | - Bồ Đào Nha - Romania - Nga - Ả Rập Xê Út - Sénégal - Serbia và Montenegro - Singapore - Sri Lanka - Tây Ban Nha - Thụy Điển - Thụy Sĩ - Trinidad và Tobago - Thổ Nhĩ Kỳ - Ukraina - Các Tiểu vương quốc Ả Rập Thống nhất - Mỹ |

## Đón nhận
Athens 2004 nhìn chung nhận được đánh giá tiêu cực hỗn tạp từ giới phê bình. Các trang web tập hợp đánh giá như GameRankings và Metacritic cho phiên bản PlayStation 2 số điểm 65.27% và 61/100 và phiên bản PC là 37.50% và 41/100. IGN chấm cho game số điểm 4.5/10, chỉ trích việc phải bấm hàng tá nút lặp đi lặp lại và tính dễ dàng tổng thể của game. GameSpy cho game 4/5 sao, ca ngợi lối chơi khác nhau của game.